# Pélagie Ng'onana
 (mars 2025).
Motif : Ressources secondaires, centrée à mon avis, très largement insuffisantes
- Archive Wikiwix
- Bing
- Cairn
- DuckDuckGo
- E. Universalis
- Gallica
- Google
- G. Books
- G. News
- G. Scholar
- Persée
- Qwant
- (zh) Baidu
- (ru) Yandex
- (wd) trouver des œuvres sur Wikidata

| 1. | Préciser le motif de la pose du bandeau. | Précisez le motif de la pose du bandeau en utilisant la syntaxe suivante : {{admissibilité à vérifier\|date=mai 2025\|motif=remplacez ce texte par le motif}}                         |
| 2. | Informer les utilisateurs concernés.     | Pensez à avertir le créateur de l'article, par exemple, en insérant le code ci-dessous sur sa page de discussion : {{subst:avertissement admissibilité à vérifier\|Pélagie Ng'onana}} |

Pélagie Ng’onana, née le 26 novembre 1981 à Yaoundé, est une journaliste et critique de cinéma camerounaise.   

## Biographie

### Études et débuts
Pélagie Ng’onana est née le 26 novembre 1981 à Yaoundé au Cameroun. Elle fait ses études secondaires au lycée bilingue de Mbalmayo où elle obtient un baccalauréat littéraire en 2000. La même année elle s’inscrit à la Faculté des Lettres modernes françaises à l’université de Yaoundé I. Pélagie Ng’onana est titulaire d’une licence en journalisme obtenue à l’École supérieure des sciences et techniques de l’information et de la communication (Esstic) en 2005.

### Carrière
En 2006 Pélagie Ng’onana entame sa carrière journalistique au quotidien La Nouvelle Expression. Elle devient plus tard responsable de la rubrique culture. Elle travaille également pour la revue culturelle Mosaïques.  
En 2011 elle travaille pour le quotidien L’Actu en tant que chef rubrique culture et communication. 
En 2012 elle est la présidente de l’Association camerounaise des critiques de cinéma (Ciné-presse). 
Elle occupe ce poste jusqu’en 2016. En 2013, elle est jury du prix de la critique africaine Paulin Soumanou Vieyra Rfi au Fespaco à Ouagadougou au Burkina Faso.
Entre 2015 et 2023, elle est trésorière de la Fédération africaine de la critique cinématographique (Facc). Elle est aussi présidente du jury du prix de la critique africaine. En 2021 Pélagie Ng’onana participe au Festival international de film de Manheim Hendelberg en Allemagne
En 2025, elle est membre du jury Fipresci à la 29e édition du Festival international du court métrage Regard à Saguenay au Québec. Pélagie Ng’onana est aussi jury de plusieurs festivals parmi lesquels, le Festival international de Carthage en Tunis, et le Louxor en Égypte. Elle est rédactrice à Africiné Magazine de Dakar et à Awotele.